# José Antônio Gomes Neto
José Antônio Gomes Neto, primeiro e único Barão de Caetité (Ceraíma, Guanambi, 7 de março de 1822 — Caetité, 5 de janeiro de 1890) foi um magistrado e político brasileiro.

## Biografia
Nasceu em 1822, na Fazenda Rio Grande, no Arraial do Gentio (atual distrito de Ceraíma, município de Guanambi), então pertencente à Vila Nova do Príncipe e Santana de Caetité,:13 filho do tenente-coronel José Antônio Gomes Filho e de D. Antônia Sofia de Azevedo Gomes.
Formado em Direito no Recife, em 1846, assume em Caetité a função de juiz, casando-se com Elvira Benedita de Albuquerque, filha do comendador João Caetano de Albuquerque. Residia na rua São Benedito (atual rua Barão de Caetité), em casa ainda existente. Exerceu a liderança política no Alto Sertão Baiano, recebendo a comenda da Imperial Ordem da Rosa e, depois, o baronato, em 1880.
Como registrou a historiadora Helena Lima Santos (irmã de Hermes Lima), sua índole era moderada, de trato afável, o que lhe granjeou simpatia e admiração, refletida na condução dos destinos da cidade, quando exerceu a Intendência, nos anos de 1880 a 1884.
Faleceu em 5 de janeiro de 1890, na cidade de Caetité.